# Crown Jewel 2023
Crown Jewel 2023 is het vijfde professioneel-worstel-pay-per-view- (PPV) en WWE Network-evenement van Crown Jewel dat werd georganiseerd door de World Wrestling Entertainment voor hun Raw- en SmackDown-brands. Het evenement vond plaats op 4 november 2023 om 21.00 uur (UTC+3) in de Mohammed Abdu Arena in Riyad, Saoedi-Arabië. Tevens was dit het tiende evenement ter ondersteuning van het tienjarig partnerschap van Saudi Vision 2030.

## Wedstrijden
- De wedstrijdvolgorde kan zijn gewijzigd tijdens het evenement.
- (c) = Huidig kampioen
- (nc) = Nieuwe kampioen

| Nr. | Wedstrijd                                                                          | Winnaar                | Opmerkingen                                                                        | Bron  |
| --- | ---------------------------------------------------------------------------------- | ---------------------- | ---------------------------------------------------------------------------------- | ----- |
| 1 P | Sami Zayn vs. JD McDonagh                                                          | Sami Zayn              | Een-tegen-eenwedstrijd, tevens pre-showwedstrijd                                   | [ 1 ] |
| 2   | Seth "Freakin" Rollins (c) vs. Drew McIntyre                                       | Seth "Freakin" Rollins | Een-tegen-eenwedstrijd om het World Heavyweight Championship                       | [ 2 ] |
| 3   | Rhea Ripley (c) vs. Nia Jax vs. Shayna Baszler vs. Zoey Stark vs. Raquel Rodriguez | Rhea Ripley            | Vijf-tegen-vijfwedstrijd om het WWE Women's World Championship                     | [ 3 ] |
| 4   | Roman Reigns (c) (met Paul Heyman) vs. LA Knight                                   | Roman Reigns           | Een-tegen-eenwedstrijd voor het WWE Championship en het WWE Universal Championship | [ 4 ] |
| 5   | Rey Mysterio (c) vs. Logan Paul                                                    | Logan Paul (nc)        | Een-tegen-eenwedstrijd voor het WWE United States Championship                     | [ 5 ] |
| 6   | Cody Rhodes vs. Damian Priest                                                      | Cody Rhodes            | Een-tegen-eenwedstrijd                                                             | [ 6 ] |
| 7   | John Cena vs. Solo Sikoa                                                           | Solo Sikoa             | Een-tegen-eenwedstrijd                                                             | [ 7 ] |
| 8   | Iyo Sky (c) (met Bayley & Dakota Kai) vs. Bianca Belair                            | Iyo Sky                | Een-tegen-eenwedstrijd om het WWE Women's Championship                             | [ 8 ] |